# С
С, с е буква от кирилицата, осемнадесетата буква от българската азбука. Нарича се „съ“ или „се“. Обозначава беззвучната венечна проходна съгласна /s/ с изключение на случаите, когато е следвана от палатализираща гласна.
Съвременното начертание на С е въведено от цар Петър I в Русия с гражданския шрифт. В съвременния български правопис С има 5 фонемни стойности в думи като сол, сграда, сяра, счупих, с жалба. В старобългарската и църковнославянска азбука има название слово. Изглежда точно като латинската буква C. Тя е една от седемте букви в кирилицата, които изглеждат по същия начин като буква от латиницата, но се произнасят по различен начин.
Буквата е разновидност на Σ (сигма), която се е употребявала в средновековния гръцки език и няма връзка със C от латинската азбука, която произлиза от буквата Γ (гама).